# Gentiana haraldi-smithii
Gentiana haraldi-smithii là một loài thực vật có hoa trong họ Long đởm. Loài này được Halda mô tả khoa học đầu tiên năm 1995.